# De oorlog der 7 bronnen
De oorlog der 7 bronnen is het tiende stripalbum uit de reeks Johan en Pirrewiet. Het verhaal verscheen voor het eerst in 1959 en 1960 in de nummers 1960 tot en met 1139 van weekblad Spirou en Robbedoes en was oorspronkelijk getiteld De zeven bronnen. Het album volgde in 1961.
De naam Zeven Bronnen komt van een plaatsje bij Brussel. Het was een wandelweg waar de stedeling 's zondags kwamen ontspannen. Ook Peyo kwam er vaak. Bovendien hingen er middeleeuwse legenden vast aan de plaats. Volgens Nine, de vrouw van Peyo, kwam Peyo zo aan de naam voor zijn nieuwe avontuur. Ook de Franse naam voor het spook van Beveren in het verhaal, Beaufort, komt van een echte naam, namelijk van het kasteel van Beaufort in Groothertogdom Luxemburg.

## Verhaal
Johan en Pirrewiet overnachten in een verlaten kasteel. Om middernacht worden ze gewekt door een spook, de geest van Adelbert Van Beveren, de vroegere kasteelheer. Hij moet als spook dwalen tot er weer een echte Van Beveren in het kasteel woont, want door zijn schuld is het land verlaten. Hij had een heks bedreigd en die heeft de 7 bronnen die door het land stroomden laten opdrogen. Daardoor is het hele land onleefbaar. Johan wil graag helpen en moet dus de bronnen weer actief kunnen maken. Heks Rachel, een oude bekende van hem (Tanneke uit De heer van Rodensteyn), zou kunnen helpen, maar zij kent het geheim van de oude heks niet. Grote Smurf komt net op bezoek en heeft een idee: een wichelroede gebruiken om te zien of er wel nog water is. Eens aangekomen bij de bron, pint de wichelroede zich vast in de grond en het water begint weer te stromen. Ze herhalen dit voor de zes andere bronnen en het land is snel weer vruchtbaar.
Een dag later staan een hoop mensen voor de deur die zogezegd de wettelijke erfgenamen zijn van het gebied. Geen van hen blijkt een bloedverwant te zijn van de echte heer van Beveren. Als een gezant van een echte bloedverwant aankomt, smeden de anderen een plan om het land alsnog in te lijven. Ze sturen enkele van hun mannen met een valse boodschap naar de echte van Beveren. Die moet volgens het bericht zo snel mogelijk naar het kasteel komen met enkel de gestuurde mannen als escorte. Anders loopt hij te veel gevaar. Van Beveren gelooft hen en gooit Johan en Pirrewiet, die te laat aankwamen, in de cel. Zij krijgen nog de kans hun verhaal te doen. De gestuurde mannen trappen in een val en worden ontmaskerd.
Van Beveren moet nu nog het slot inpalmen en trekt ten strijde. Dankzij het spook, dat iedereen angst aanjaagt, slagen ze erin om de valse van Beverens te verslaan.